# ディジー・ミズ・リジー (アルバム)
『ディジー・ミズ・リジー』（原題：Dizzy Mizz Lizzy）はデンマークのハードロックバンド、ディジー・ミズ・リジーが1994年に発表したアルバムである。

## 概要
- 本国デンマークではメタリカのセルフタイトルアルバムを抑え、ロック・アルバムとして最高の売上を保持している作品である。
- 今作について、音楽評論家の伊藤政則は「音楽がカラフルな感動を生み出すことを再確認させてくれる衝撃的なアルバム」と評している。[1]

## 演奏者
- ティム・クリステンセン - ギター、ヴォーカル
- マーティン・ニールセン - ベース
- ソレン・フリス